# Мильк, Эрнст
Эрнст Леопольд Кристиан Мильк (нем. Ernst Leopold Christian Mielck; 24 октября 1877, Выборг — 22 октября 1899, Локарно) — финский композитор.

## Биография
Сын немецкого предпринимателя Теодора Вильгельма Милька (1854—1914), торговца зерном и владельца мельницы, и его жены Ирены (1857—1925), урождённой Фабрициус, сестры композитора Эрнста Фабрициуса. По линии матери троюродный брат композитора Ильмари Крона.
В десятилетнем возрасте начал учиться игре на фортепиано у выборгского педагога Альберта Титце (Albert Tietze; 1818—1904). В 14 лет поступил в берлинскую Консерваторию Штерна, где его педагогами были Генрих Эрлих (фортепиано), Арно Клеффель (композиция), Роберт Радеке и Людвиг Бусслер (теория). С 1895 года частным образом также занимался композицией под руководством Макса Бруха.
Осенью 1894 г. дебютировал в Выборге как пианист, исполнив Первый фортепианный концерт Феликса Мендельсона и выступив в составе фортепианного трио с Францем Гильдебрандом и Александром Вержбиловичем, также аккомпанировал на нескольких концертах певице Айно Акте. Этим же годом датировано первое сочинение Милька — Романс для виолончели и фортепиано. Основной корпус сочинений Милька — десять пронумерованных опусов, созданных в 1895—1899 гг., центральное место среди них занимает симфония фа минор Op. 4 (1897), в том же году с большим успехом исполненная в Хельсинки оркестром под управлением Роберта Каянуса. Годом позже в Берлине в исполнении Берлинского филармонического оркестра под управлением Йозефа Ребичека прозвучали та же симфония, Драматическая увертюра Op. 6 и концертштюк для фортепиано с оркестром ми минор Op. 9 (солировал автор).
Мильк умер от туберкулёза, не дожив двух дней до своего 22-летия. Биографический очерк о нём, написанный Вильгельмом Мауке, был опубликован под названием «Короткая жизнь художника» (нем. Ernst Mielck: Ein kurzes Künstlerleben; 1901).
Сестра композитора — Эдда Аделаида Эрнроот, урождённая Мильк, оперная певица. Брат, Эдоард Юлиус Мильк (1879—1925), архитектор и предприниматель, основал в Выборге производство поныне популярных в Финляндии овсяных хлопьев Elovena.

## Произведения

### Пронумерованные
- op. 1 Струнный квартет соль минор (1895)
- op. 2 Увертюра «Макбет» (1896)
- op. 3 Струнный квинтет фа мажор (1897)
- op. 4 Симфония фа минор (1897)
- op. 5 Старочешская рождественская песня (нем. Altböhmisches Weihnachtslied), для смешанного хора и оркестра (1898)
- op. 6 Драматическая увертюра (1898)
- op. 7 «Древнегерманский праздник Йоль» (нем. Altgermanisches Julfest), для баритона, мужского хора и оркестра (1898)
- op. 8 Концертштюк для скрипки с оркестром ре минор (1898)
- op. 9 Концертштюк для фортепиано с оркестром ми минор (1898)
- op 10 Финская сюита ре минор, для оркестра (1899)

### Без номера
- Романс для виолончели и фортепиано (1894)
- Три фантазии на мотив финской польки, для фортепиано (1895)
- Четыре мужских хора (1897):
  - «Цветок» (швед. En blomma)
  - «Утренняя песня» (нем. Morgenlied)
  - «Звёзды» (швед. Stjernorna)
  - «Песня странника» (нем. Wanderlied)
- Два экспромта, для фортепиано (1899)
- Сарабанда соль минор, для фортепиано (1899)
- Песни:
  - «Рыбачка» (нем. Das Fischermädchen, слова — Теодор Фонтане)
  - «Дни странствий» (нем. Auf der Wanderschaft, слова — Адельберт фон Шамиссо)
  - «Песня пастушки» (швед. Vallkullans sång, слова — Ф. Т. Хедберг)
  - «Последнее желание» (нем. Letzter Wunsch, слова — Юлиус Штурм[нем.])
  - «Вопрос» (нем. Frage, слова — Юлиус Вольф)
  - «Родина» (нем. Heimath, слова — Теодор Фонтане), посвящена певице Иде Экман